# Fàbrica SAFRA
La Fàbrica SAFRA és un conjunt d'edificis de Vinaixa (Garrigues), inclòs a l'Inventari del Patrimoni Arquitectònic de Catalunya.

## Història i descripció
La fàbrica de la Sociedad Anónima de Fabricación y Refinación de Aceite (SAFRA) fou construïda entre 1925 i 1930. Un dels seus iniciadors fou el senyor Bartolí, de Reus.
Recollia pinyola, que es produïa en un ample territori entre les Garrigues i el Camp de Tarragona, transportada en tren, carros i camions, per a elaborar-ne l'oli. Hi ha des de dipòsits per a rentar la pinyola a la seva arribada, la destil·leria, les premses, el forn per torrar, etc. Totes les edificacions tenen un sòcol de pedra, les parets arrebossades i en la seva part superior, pintades de blanc i la coberta de teula a quatre aigües de teula àrab. Les obertures estan totes a la zona superior de les construccions, quasi tocant les cobertes i són de llinda i rectangulars. Destaca per sobre de la resta una xemeneia a mode de torre molt elevada, de base quadrada cos poligonal feta tota de maó deixat a la vista.
Cap els anys 1956-1957, les males collites produïren el tancament de la fàbrica. A principis dels anys 1990 es digué que l'empresa Edroa comprà el complex, però no li donaren un nou ús.